# نی منو
نی منو، روستایی از توابع بخش مرکزی شهرستان بندر لنگه در استان هرمزگان ایران است.

## جمعیت
این روستا در دهستان مهران قرار دارد و براساس سرشماری مرکز آمار ایران در سال ۱۳۸۵، جمعیت آن زیر سه خانوار بوده‌است.